# Bartomeu Godó i Pié
Bartomeu Godó i Pié (Igualada, 21 de febrer del 1839 - Barcelona, 22 de gener del 1894) va ser un polític i empresari català, fundador del diari La Vanguardia conjuntament amb el seu germà Carles Godó i Pié (1834-1897).

## Biografia

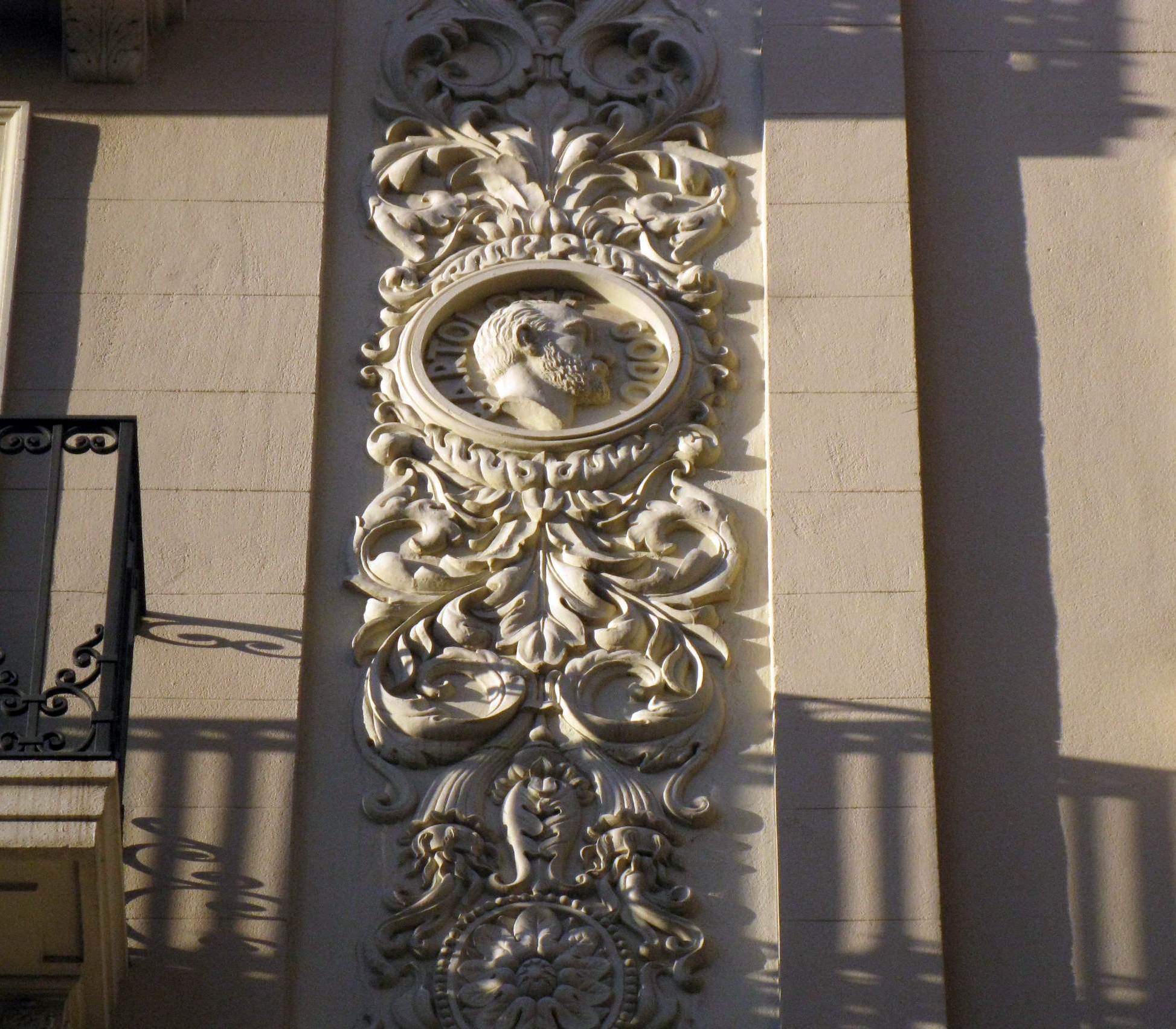
Bartomeu Godó en un medalló de l'edifici del carrer Tallers, 62, Barcelona

Bartomeu Godó va néixer l'any 1839 a Igualada. Va ser un dels nou fills de Ramon Godó i Llucià. El seu germà Ramon Godó i Pié (1825-1883) era l'hereu, i en Bartomeu i en Carles es van instal·lar a Barcelona l'any 1856 on es dedicaren a la indústria dels tints. Posteriorment es traslladaren a Bilbao i a Oviedo, on van establir delegacions comercials de la indústria tèxtil familiar. Bartomeu Godó es va casar amb la basca María Gloria de Eguía y Muruaga. La crisi relacionada amb la Tercera guerra carlina (1872-1876), els va obligar a tancar les delegacions i tornar a Barcelona. Juntament amb Pere Milà i Pi van fundar Godó Hermanos y Cía, van comprar una fàbrica de filats de jute i en van constituir una altra, subsidiària, de teixits de jute. Aquesta última es va mantenir activa fins a la pèrdua dels territoris colonials espanyols, el 1898, però la de filats va continuar funcionant amb el nom de Godó y Trías, S.A, tot i que ja no tenia els seus principals proveïdors de matèria primera. Tots dos germans van ser membres actius del Partit Liberal, dirigit per Práxedes Mateo Sagasta, i van ocupar càrrecs polítics, tant a nivell local com espanyol. Bartomeu Godó va ser alcalde d'Igualada, tinent d'alcalde de l'ajuntament de Barcelona i membre de la Diputació entre 1871 i el 6 de gener de 1874 i de nou un breu període entre el 21 de març i el 3 de novembre de 1878. Fou diputat a Corts per Igualada en les eleccions del 1881 i el 1886. Ell i el seu germà Carles van fundar el diari La Vanguardia l'1 de febrer del 1881, per difondre les doctrines liberals.
Bartomeu Godó va ser promotor del ferrocarril Igualada-Martorell i directiu de la companyia creada, CFEIM, entre el 1882 i el 1883. Va usar aquest projecte com a plataforma per guanyar les eleccions del 1881, davant de la candidatura conservadora de Camacho, promotora de la línia rival Igualada-Sant Sadurní.
Bartomeu Godó era un home de complexió robusta. Va morir a Barcelona el gener del 1894, després de tres anys de malaltia. La casa mortuòria es va instal·lar al carrer de Provença, 111. El funeral es va celebrar el 24 de gener a l'església de Jesús, a Gràcia, i va ser enterrat al Cementiri Nou.
Ramón Godó i Lallana (1864-1931), primer Comte de Godó i nebot de Bartomeu Godó, va mantenir la línia política dels seus predecessors. Va impulsar el creixement de La Vanguardia, de la mateixa manera que posteriorment ho va fer Carlos Godó i Valls (1899-1987), segon Comte de Godó.
Amalia Godó Belaunzaran, filla de Bartomeu Godó, es va casar l'any 1884 amb Josep Batlló i Casanovas, un industrial tèxtil que el 1904 va encarregar a Antoni Gaudí la Casa Batlló.